# Yeongcheon-dong
Yeongcheon-dong (koreanska: 영천동) är en stadsdel i staden Seogwipo i provinsen Jeju i den södra delen av Sydkorea, 500 km söder om huvudstaden Seoul. Yeongcheon-dong ligger på södra delen av ön Jeju.
En del av vulkanen Hallasan och Sydkoreas högsta punkt (1 950 m ö.h.) ligger i den norra delen av Yeongcheon-dong.